# Davallia subdissecta
Davallia subdissecta là một loài dương xỉ trong họ Davalliaceae. Loài này được Alderw. mô tả khoa học đầu tiên năm 1916.
Danh pháp khoa học của loài này chưa được làm sáng tỏ. 